# Балка Крилівка
Ба́лка Крилі́вка — ботанічна пам'ятка природи місцевого значення в Україні. Розташована на території Запорізького району Запорізької області, на схід від села Крилівське. 
Площа 5 га. Статус присвоєно згідно з рішенням Запорізького облвиконкому від 24.05.1972 року № 206. Перебуває у віданні ДП «Запорізьке лісомисливське господарство». 

## Природні особливості

### Раритетні види та угруповання рослин
На території пам'ятки природи зростають 6 видів рослин, занесених до Червоної книги України (сон лучний, горицвіт волзький, брандушка різнокольорова, шафран сітчастий, ковила волосиста і ковила Лессінга) та 5 видів, занесених до Червоного списку рослин Запорізької області (мигдаль степовий, астрагал пухнастоквітковий, барвінок трав'янистий, півники маленькі, гіацинтик блідий).
На території пам’ятки природи виявлено 3 рослинні угруповання, які занесені до Зеленої книги України, зокрема формації мигдалю степового, ковили волосистої та ковили Лессінга. 

### Раритетні види тварин
На території пам’ятки природи зареєстровано 3 види тварин, занесених до Червоної книги України (ящірка зелена, полоз жовточеревий, сліпак подільський).

## Галерея

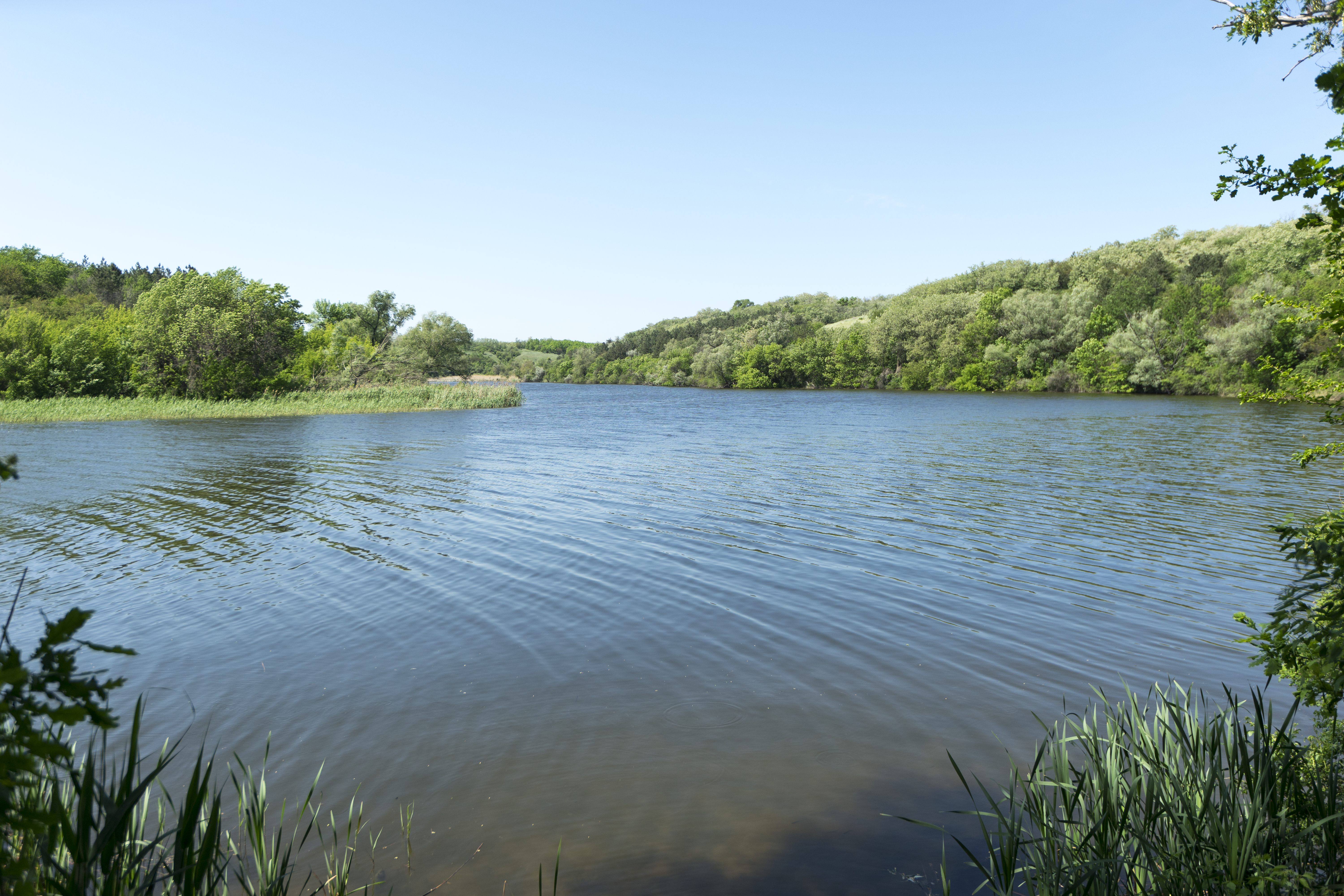
Балка з'єдналась з Дніпром
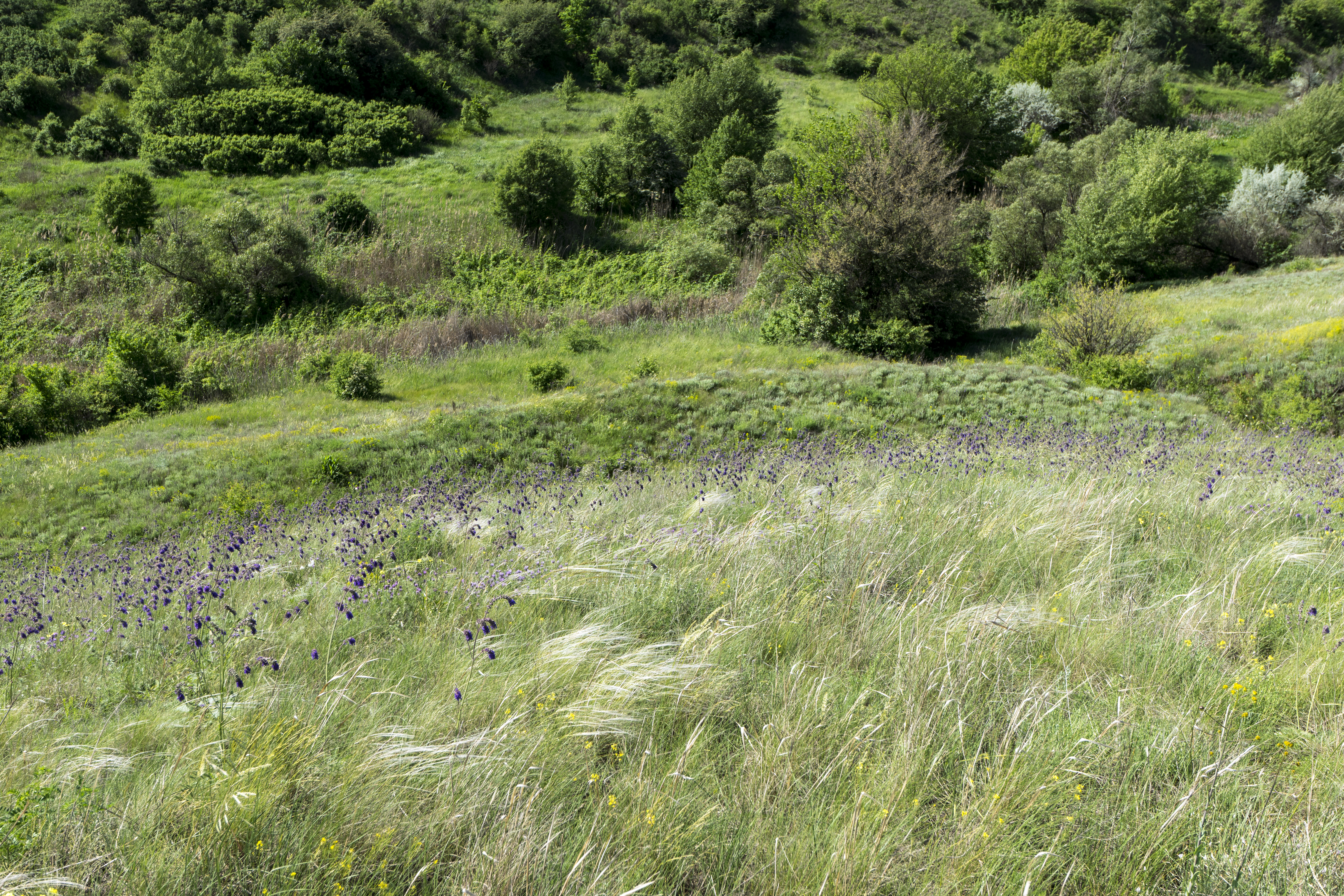
Весна в балці Криловка
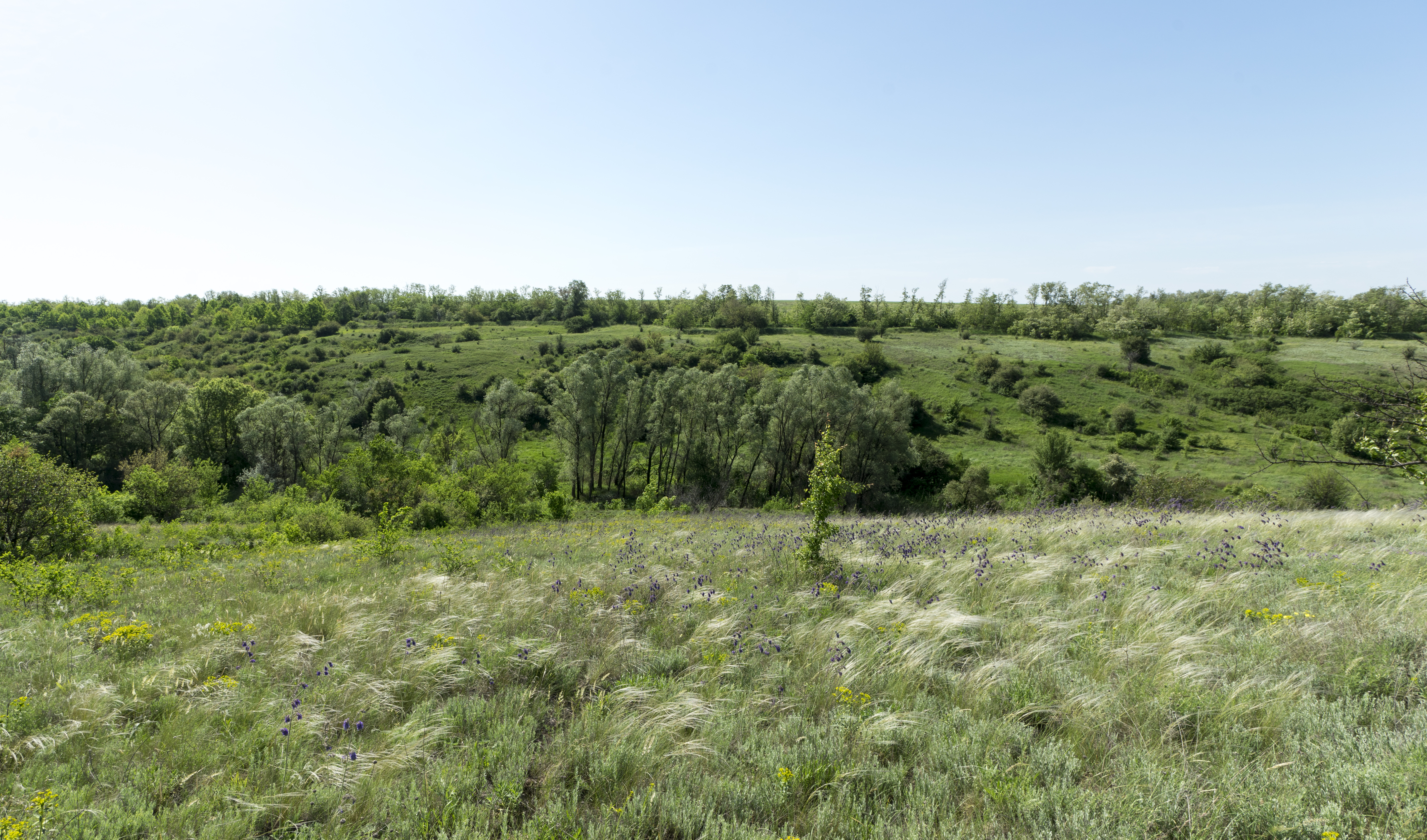
Ковила на схилах
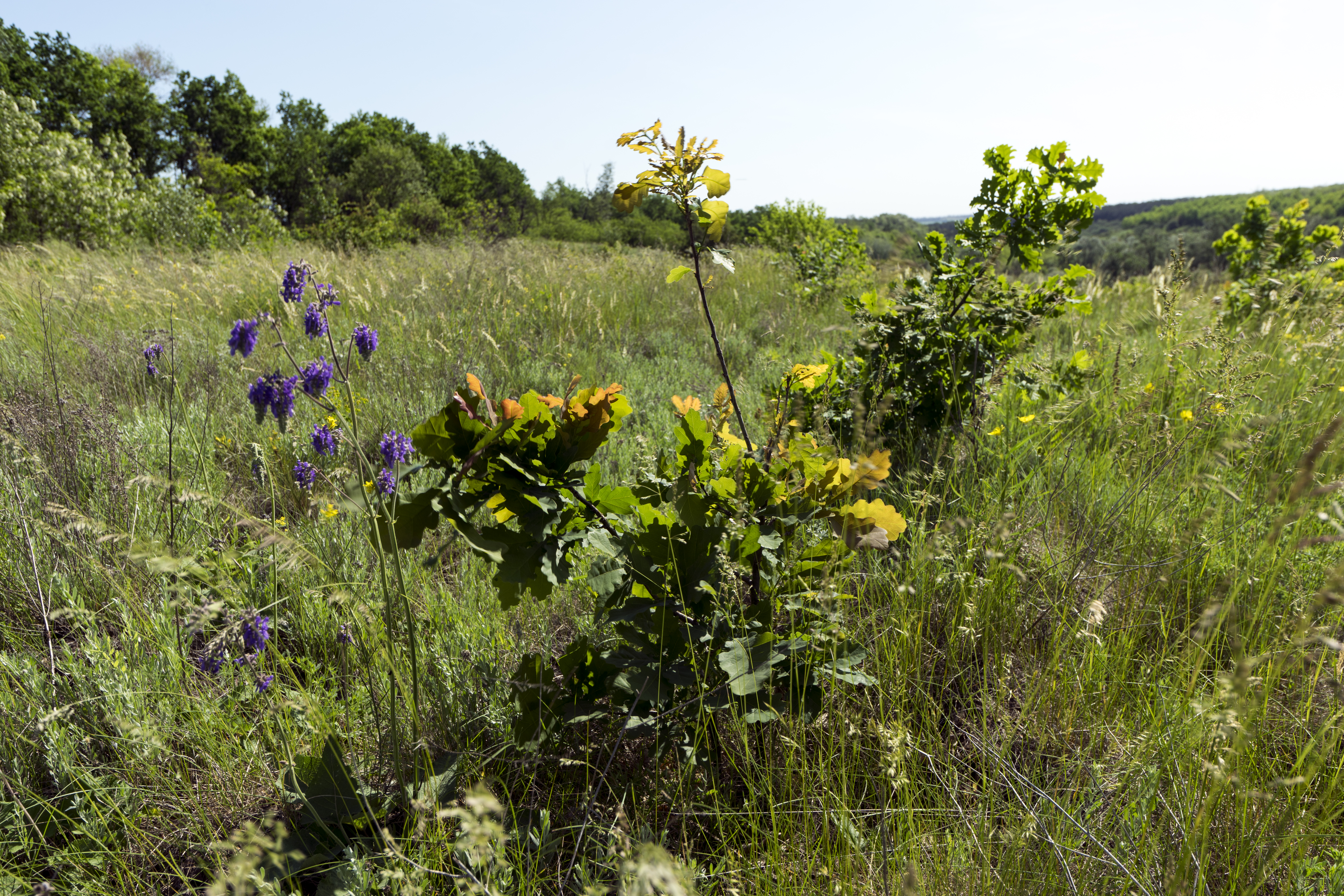
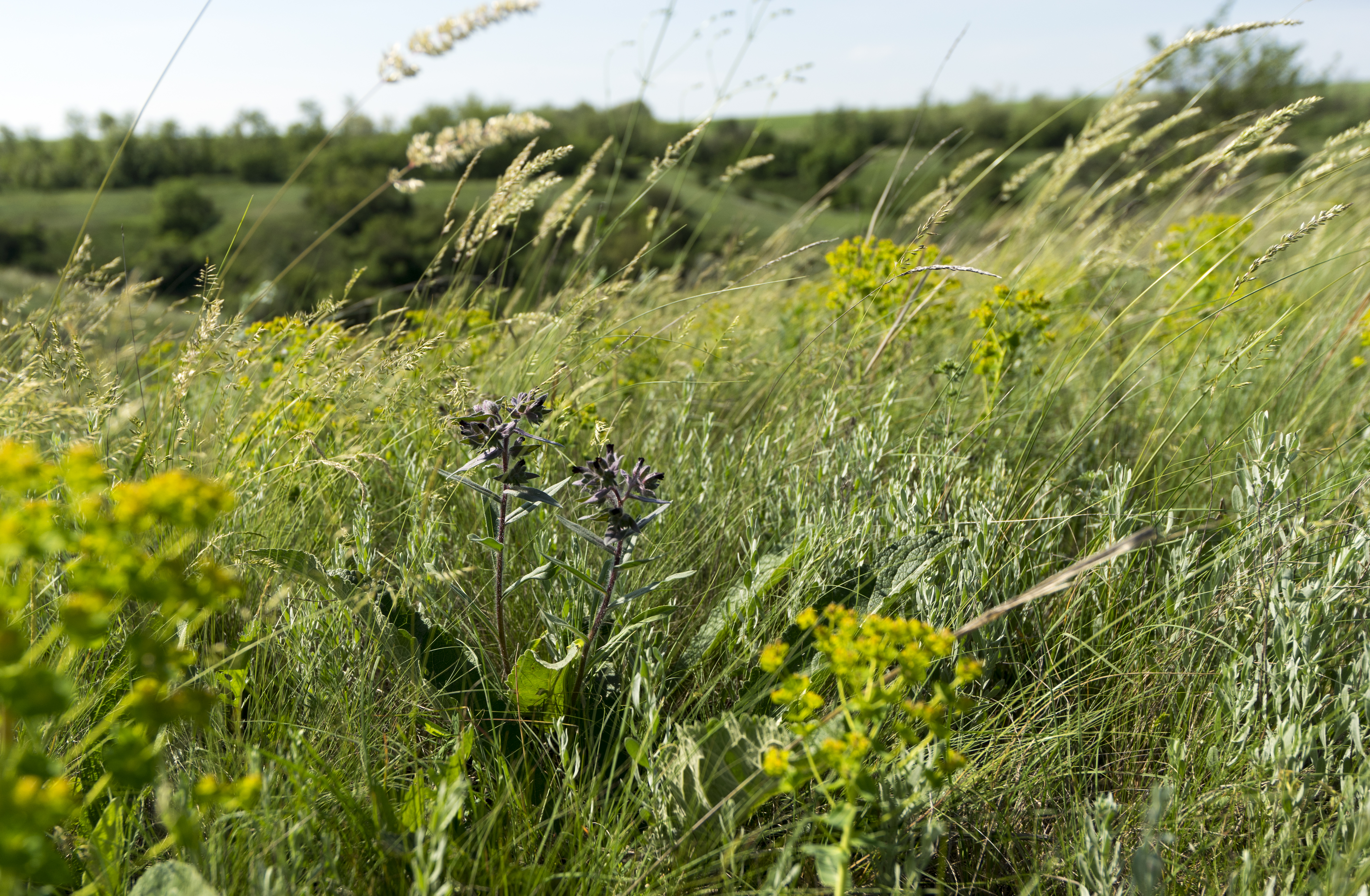
Різнотрав'я схилів балки